# That's What U R
Singles de Amerie
Crush
Pistes de Because I Love It
Crazy Wonderful When Loving U Was Easy
En raison de la promotion de son album en dehors des États-Unis, le premier single d'Amerie, Take Control fut un flop dans son pays. À la suite de l'échec de son album à l'international, la sortie américaine fut repoussée et la sortie de That's What U R en tant que premier single américain fut confirmé. Pourtant, celui-ci n'a jamais été commercialisé et ne sera donc jamais exploité, par suite de l'annulation de la sortie aux États-Unis de l'album. La version single avait été réenregistrée avec en featuring les rappeurs Fabolous et Slim Thug.

## Clip vidéo
Un clip a bien été tourné mais jamais diffusé. Pour l'instant, aucun réalisateur n'a été confirmé ni même mentionné. Un cours extrait de ce clip est visible dans la vidéo de Take Control.

## Pistes et formats
Single promotionnel américain :
A1. That’s What U R [Remix]
A2. That’s What U R [Main]
A3. That’s What U R [Instrumental]
A4. That’s What U R [Acapella]
B1. Some Like It [Main]
B2. Some Like It [Instrumental]
B3. Some Like It [a cappella]